# Lady Lake (band)
Lady Lake is een progressieverockband uit Nederland, die actief was van 1973 tot 1982 en van 1991 tot 2012. Sinds 2016 wordt er gewerkt aan een volgende wederopstanding van de band. De naam van de muziekgroep is ontleend aan de titel van het gelijknamige album van de Britse band Gnidrolog. De band werd in 1973 in Deventer opgericht en kwam voort uit de bluesband "Session". Centrale man van de band was Fred Rosenkamp. De band kende veel wisselingen van personeel en kwam daardoor niet echt van de grond. In 1976 vonden Fred Rosenkamp, Leendert Korstanje, Joop van Leeuwen en Eddy Bakker elkaar en Lady Lake 2.0 ging van start. In 1978 verscheen hun eerste album No pictures, maar de leden waren niet tevreden over de sound. In 1982 viel het doek, er was onvoldoende interesse in de muziek van de band en de bandleden vonden mede daardoor onvoldoende inspiratie. Vanaf 1991 volgden enkele reünies. De band, die had besloten als trio verder te gaan, bestond vanaf toen uit Fred Rosenkamp (gitaar), Leendert Korstanje (keyboards) en Jan Dubbe (drums). De eerste vond plaats naar aanleiding van de release van het album op compact disc door Musea Records. In 1996/1997 werden er voor deze re-release enkele extra tracks opgenomen. De muziekproducent was destijds Frans Hagenaars, de mede-oprichter van Excelsior Recordings. In 2005 volgde als donderslag bij heldere hemel een eveneens door Hagenaars geproduceerd tweede album Supercleandreammachine. In 2006 gevolgd door Unearthed. De opnamen daarvan, voornamelijk demo's en repetitie-opnamen, dateerden van eerder datum en waren bedoeld voor de opvolger van No Pictures.
In de jaren daarna heeft Lady Lake een aantal nummers geschreven voor o.a. de Colossus Divine Comedy trilogy, box sets die uitgebracht werden op het Musea-label. Ook heeft Leendert Korstanje een solostuk voor piano bijgedragen aan het Colossus-project "ILIAD". 
(Zie discografie onderaan).
Lady Lake trad slechts af en toe op en was in de meeste gevallen te zien op progrockfestivals in Nederland, zoals het ProgHeaven-festival in Uden in 1998 (met o.a. The Night Watch, Abraxas en Landmarq) en ProgFarm in 1999, waar de band o.a. samen met leden van Gnidrolog het nummer "I Could Never Be A Soldier" speelde. In 2004 deelde Lady Lake het podium van P60 in Amstelveen met Plackband en Knight Area. In 2005 stond Lady Lake voor het eerst in Cultuurcentrum De Boerderij op het ProgPassion-festival, met o.a. Plakband en Nice Beaver. In 2007 speelde de band op het prestigieuze Symforce-festival in 013 in Tilburg naast grote namen als o.a. The Flower Kings, Riverside, Pendragon en Focus. Bij deze gelegenheid versterkte Focus' Thijs van Leer de band met een uitgebreide dwarsfluit-improvisatie op een van de nummers van 'Supercleandreammachine'. Het laatste optreden van Lady Lake vond plaats op 27 oktober 2012 in De Boerderij in Zoetermeer, waar de band samen met Flamborough Head opende voor de legendarische Britse band Caravan.
Daarna is door persoonlijke kwesties de band langere tijd inactief geweest. Sinds 2016 wordt er door Korstanje, Dubbe en Jurgen Houwers (viool) gewerkt aan nieuw Lady Lake-materiaal. Jurgen Houwers verzorgde al vioolbijdragen op de Lady Lake-titel “...From the Quiet to the Air that Trembles” (Dante’s Inferno - The Divine Comedy Part One). 
Rosenkamp trad in 2016 toe tot Bauer. Hij is te horen op de openingstrack 'The Alchemist' van het 2016 Bauer-album 'Eyes Fully Open'. Tevens speelt hij in de Bauer-liveband.
Samen met Peter Schoemaker (mede-oprichter van Lady Lake) brachten Houwers, Korstanje en Dubbe in 2017 de vinyl-release 'Lacave' uit. 
Eind mei 2022 wordt een nieuw album ‘Not Far from Llyn Llydaw’ uitgebracht. Ditmaal zowel op cd als 180-grams blauw vinyl. Leendert Korstanje - Hammond, Fender-Rhodes en MiniMoog, Jurgen Houwers - viool, cello en percussie, Jan Dubbe - slagwerk.  
Leden:
- Fred Rosenkamp – gitaar
- Toon Heisterkamp – gitaar
- Hans van Bockel – gitaar
- Gerard de Braconier - gitaar
- Ronnie Breurman – basgitaar
- Gerbert de Ruiter – saxofoon, dwarsfluit, gitaar
- Peter Schoemaker – slagwerk
- Leendert Korstanje – toetsinstrumenten
- Eddy Bakker – basgitaar
- Ton van Erp – basgitaar
- Joop van Leeuwen – slagwerk
- Jan Dubbe – slagwerk
- Ernst Houwaart † – gitaar
- Stanley Dijkhuis – gastvocalen op No Pictures
- Gerard Meuleman – zang
- Aart van de Water – geluid
- Peter van de Water † – licht
- Jurgen Houwers – viool, elektrische viool, cello, blokfluiten, percussie

## Discografie
- 1977: No Pictures lp
- 1997: No Pictures cd-re-release
- 2005: Supercleandreammachine
- 2006: Unearthed
- 2008: "...From The Quiet To The Air That Trembles" Op het album INFERNO - THE DIVINE COMEDY - PART 1
- 2009: "Som de la Scalina" op het album PURGATORIO- THE DIVINE COMEDY - PART 2
- 2010: "Miserere Mei" op het album PARADISO- THE DIVINE COMEDY - PART 3
- 2010: "Book XI" Leendert Korstanje (solo) op het album ILIAD - A Grand Piano Extravaganza
- 2011: "Third Tale" op het album DECAMERON - Ten Days In 100 Novellas - PART 1
- 2017 Lacave - lp (Peter-S-Band)
- 2022 Not Far from Llyn Llydaw lp + cd